# Block B

Block B (em coreano:  블락비) é um boy group sul-coreano atualmente sob gerenciamento da empresa e gravadora Seven Seasons. Em 15 de abril de 2011, o grupo fez sua estreia no programa Music Bank da KBS, com seu single promocional "Freeze! (그대로 멈춰라!)". O grupo consiste em sete membros: Taeil (Lee Tae Il), B-Bomb (Lee Min Hyuk), Jaehyo (Ahn Jae Hyo), U-Kwon (Kim Yu Kwon), Zico (Woo Jiho), Kyung (Park Kyung) e P.O. (Pyo Ji Hoon).  Block B (abreviação do termo Blockbuster) tem suas raízes no hip hop, mas considera-se um grupo capaz de trabalhar com os mais diversos gêneros musicais.

## História

### 2011: Debut
Em fevereiro de 2011, o rapper e produtor Cho PD, dono da empresa Stardom Entertainment, anunciou que estaria gastando $1.4 milhão de dólares para criar um grupo de hip hop com 7 membros no projeto "Criando um Eminem coreano". Ele também mencionou que o septeto teria sido influenciado por outros artistas de hip hop, incluindo Verbal Jint, Skull e Rhymer, tendo assim seu debut planejado para abril de 2011. O grupo ganhou atenção tanto nacional quanto internacional antes de sua estréia com o single "Do You Wanna B?" que consiste em três faixas. Em 13 de abril de 2011, o videoclipe "Freeze!" foi lançado, porém, banido pela Commission of Youth Protection por ser muito sexy para a televisão Coreana. Como resultado, a música não pôde ser vendida para menores de 19 anos e o vídeo não pôde ser exibido antes das 22:00. Em 15 de abril de 2011, Block B fez sua estréia ao vivo na KBS Music Bank, o grupo se apresentou com a música "Freeze! (그대로 멈춰라!)". Fizeram diversas aparições em programas de rádio e variedade, incluindo o "Younha's Starry Night" e "100 Points Out of 100". O primeiro mini álbum, "New Kids on the Block" foi lançado em 23 de junho de 2011. Em 22 de junho de 2011, o primeiro de oito episódios do MTV's "Match Up!" foi ao ar com a participação do Block B e do B1A4. No primeiro episódio foi revelado o videoclipe para a faixa-título do mini álbum, "Tell Them". O programa propunha que ambos os grupos mostrassem seus talentos musicais e personalidades através das transmissões semanais e vídeos nos bastidores. Em 16 de outubro de 2011, a MTV exibiu um especial para o "Match Up" que seguia com Block B promovendo no Japão, o "Match Up: Special in Japan".

### 2012: Welcome to the Block, controvérsia com a Tailândia e retorno do Block B
Foi anunciado no começo de janeiro que o grupo faria seu comeback com um novo mini-álbum intitulado Welcome to the Block. Em 13 de janeiro um trailer para o álbum foi lançado e em 27 de janeiro uma prévia de quinze segundos do novo single "Nalina (Go Crazy)" foi revelada seguida de um teaser três dias mais tarde. Em 1º de fevereiro, "Nalina" foi revelada ao público e "Welcome to the Block" foi considerado um "all-kill" em diversos sites musicais, entretanto, duas músicas do álbum ("LOL" e "Did You or Did You Not") foram banidas por serem consideradas impróprias para menores pela KBS e o Ministério de Igualdade de Gênero e Família (MOGEF). Em fevereiro de 2012, Block B foi alvo de fortes criticas por causa de uma entrevista mal interpretada que aconteceu na Tailândia um mês antes. Em resposta, os membros publicaram cartas de desculpas aos fãs no fancafe e publicaram um vídeo no canal do Youtube da gravadora. Como resultado do incidente, Zico raspou a cabeça para demonstrar seu arrependimento. O retorno do grupo aconteceu somente em outubro de 2012, com o primeiro álbum completo "Blockbuster". Para este álbum, o grupo incorporou outros estilos musicais. A maioria das faixas do álbum foram compostas pelos membros. A faixa-título "Nillili Mambo" foi bem recebida e o álgum chegou a aparecer em 10º no ranking de Álbuns Mundiais da Billboard. No mesmo período do retorno, a MTV relevou uma segunda temporada do Match Up intitulada "Match Up: Returns", dessa vez um programa exclusivo do Block B.
Em 3 de novembro, o grupo performou "All of the Light" com Alexandra Burke no special stage do H-Artistry na Malásia. Em 30 de novembro, se apresentaram pela primeira vez no tapete vermelho do MAMA (Mnet Asian Music Awards) no centro de Convenções e Exposições de Hong Kong com a música "Nillili Mambo". O líder, Zico, performou para um especial de hip hop chamado "Beats Rock The World", com os artistas Dynamic Duo, Double K, Davichi e Loco.

### 2013: Ação judicial contra Stardom Entertainment
Em 3 de janeiro, foi relatado que o Block B havia entrado com uma ação judicial contra a própria empresa, Stardom Entertainment (antigamente chamada Brand New Stardom e que viria a ser chamada HUNUS Entertainment) para exigir que seu contrato de exclusividade fosse anulado. De acordo com relatos da mídia, os membros moveram um processo contra a Stardom no Tribunal Central de Seoul, "Durante o contrato exclusivo, foi nos prometido que além de oferecer treinamentos e facilidades, estaríamos recebendo o pagamento do mês todo dia 25... Porém, a agência não nos pagou nenhuma vez desde abril de 2011." "Tudo começou em Março do ano passado, quando o contrato de um membro foi finalizado e o seu pagamento foi calculado... Taxas de aparecimentos em eventos, pagamento de OSTs, fundos recolhidos da inauguração do fansite japonês e um total de mais de 10 coisas foram omitidas." Eles acrescentaram: "O CEO da agencia, Sr. Lee, desapareceu com 70,000,000 KRW (cerca de 200 mil reais) que ele coletou dos parentes dos membros." Em 20 de maio de 2013, foi reportado que o Sr. Lee cometeu suicídio. Dia 7 de julho de 2013, o tribunal ficou a favor da empresa, alegando que "É difícil ver empresas não sendo capazes de fornecer o pagamento aos grupos. A partir das evidências apresentadas até agora, é difícil afirmar que a companhia não pagou o Block B de propósito, ou que não forneceu facilidades como estúdios e dormitórios, e também é difícil afirmar que eles não forneciam educação e orientação. De acordo com os registros escritos, não se pode dizer que a Stardom Entertainment violou suas obrigações de gestão. Existe a possibilidade de que a renda musical de 430 milhões KRW (cerca de 1,2 milhões de reais) e a renda de eventos no valor de 5.000.000 KRW (cerca de 14 mil reais) não foram devidamente cuidadas. No entanto, a partir das evidencias apresentadas, não se pode dizer que a empresa propositalmente desviou o dinheiro dos membros." Block B emitiu um comunicado em resposta a decisão, pedindo desculpas aos fãs e comunicando que eles não iriam mais trabalhar com a Stardom Entertainment. O grupo também afirmou que iriam se preparar para promoções independentes.

### 2013: Block B faz seu retorno com nova empresa, Seven Seasons
Em 29 de agosto de 2013, Block B anunciou que haviam negociado a transferência dos seus direitos da Stardom para uma nova empresa, a Seven Seasons. Um representante da Seven Seasons disse que o grupo estava planejando lançar um novo álbum em outubro. A Seven Seasons criou um canal no YouTube para divulgar videos do Block B e em 31 de agosto de 2013, foi lançado um teaser de YuKwon, onde ele se movimentava pelo centro urbano de Seoul, com a pergunta "Do You Wanna B?" no final. Após isso, o teaser de Jaehyo e P.O foi revelado no dia 4 de setembro, mostrando os dois se vestindo. Esse teaser também teve o fim com a pergunta "Do You Wanna B?"  Em 17 de setembro de 2013, o Block B anunciou seu single através do canal da Seven Seasons no YouTube. O single "Be the Light" contou com a voz de Taeil e uma pequena parte do clipe de acompanhamento. O clipe inteiro foi revelado dia 22 de setembro, em 2013. A música chegou a ficar em #14 na parada digital da Gaon, logo na primeira semana de lançamento. Lançaram seu próximo mini-álbum, "Very Good", contendo cinco faixas, no dia 2 de outubro. O grupo também lançou um vídeo da faixa titulo "Very Good", junto da versão "Close up" em 7 de outubro e uma versão "Dance like BB" em 15 de outubro. Eles fizeram um showcase dia 3 de outubro, na Universidade Coreana Hwajeong Gym em Seoul, com ingressos custando o equivalente a 1 dólar. "Very Good" estreou em #1 na parada de álbuns da Gaon, enquanto os singles "Very Good", "When Where What How", e "Nice Day" estrearam em #6, #20 e #26, respectivamente, na parada de singles digitais da Gaon. O álbum também estreou em #6 na parada de álbuns da Billboard.

### 2014: Blockbuster, H.E.R e Blockbuster Remastering
Block B estrelou seu próprio reality show, intitulado 개판5분전 ("5 Minutos Antes do Caos" em tradução livre), com o primeiro episódio indo ao ar dia 10 de abril na Mnet. Logo no inicio de abril foi anunciado que estariam lançando um novo álbum intitulado Jackpot. O vídeo da faixa-título, "Jackpot", foi lançado em 15 de abril e o álbum seria lançado dia 17. Embora o o álbum físico tenha sido liberado como programado, o comeback foi cancelado após o acidente da balsa de Sewol. Block B teve sua primeira série de concertos solo, "Blockbuster", em maio. Os shows foram realizados nos dias 17 e 18 em Seul, e 23 e 24 em Busan. Além disso, o grupo se apresentou pela primeira vez nos Estados Unidos, com showcases em Nova York, Miami e Washington D.C em junho. Em 11 de julho, a Seven Seasons anunciou o lançamento de um novo mini-álbum, intitulado H.E.R, logo em 24 de julho. Seis dias mais tarde, a Seven Seasons lançou Jackpot digitalmente pela primeira vez como parte do lançamento de H.E.R, junto com uma versão "Atrás das câmeras" do vídeo de "Jackpot". "Jackpot" ficou em #10 no Gaon digital singles chart  logo na primeira semana de lançamento. "H.E.R" foi lançada dia 24 de julho, acompanhada por um vídeo-clipe. A faixa ficou em #3 no Gaon digital singles chart, enquanto os singles "Jackpot," "Unordinary Girl," Hold Me Now," e "Very Good (Rough Ver.)" estrearam em #5, #16, #28, e #80, respectivamente. O álbum estreou como #6 na Billboard no ranking de Álbuns Mundiais e em #2 no Gaon. Em 22 e 23 de novembro, Block B realizou outra série de concertos na Coreia, "2014 Blockbuster Remastering", que atraiu mais de 10.000 fãs para dois shows no SK Olympic Handball Gymnasium.

### 2015: Debut formal no Japão, Primeira Turnê Européia e Sub-UnitBASTARZ
O debut japonês aconteceu dia 21 de janeiro de 2015, com o lançamento do CD single "Very Good (Japanese version)". O single debutou na posição #5 no chart da Oricon e em #7 na "Billboard Japan Hot 100". O lançamento do CD foi acompanhado por um par de concertos em Tóquio no dia 16 e 17 de janeiro, atraindo mais de 10.000 fãs.
O grupo teve seu primeiro fanmeeting coreano em 15 de fevereiro de 2015, atraindo aproximadamente 8.000 fãs para o SK Olympic Handball Gymnasium.
A primeira turnê europeia do Block B foi realizada em fevereiro e março de 2015, visitando Paris dia 27 de fevereiro, Helsínquia dia 1º de março, Varsóvia dia 6 de março, e Milão dia 8 de março. A turnê teve os ingressos esgotados na maioria dos shows. Em 27 de março, Taeil lançou a faixa solo "Shaking", segundo membro a lançar solo depois de Zico, que havia lançado "Tough Cookie" e "Well Done" nos meses anteriores. O lançamento de "Shaking" foi acompanhado por um clipe estrelando a atriz Nam Jihyun.
Nos dias 5 e 6 de abril, foi anunciado através de fotos teasers que P.O, U-Kwon e B-Bomb formariam a primeira sub-unit do Block-B, denominada BASTARZ. O álbum estreou em #3 no chart de álbuns da Gaon, com os singles "Conduct Zero", "Charlie Chaplin", "Thief", "Nobody but You", e "Sue Me" ficando em #6, #24, #63, #35 e #76, respectivamente.

## Integrantes
- Taeil (hangul: 태일), nascido Lee Tae Il (hangul: 이태일) em Seul, Coreia do Sul em 24 de setembro de 1990 (34 anos).
- B-Bomb (hangul: 비범), nascido Lee Min Hyuk (hangul: 이민혁) em Seul, Coreia do Sul em 14 de dezembro de 1990 (34 anos).
- Jaehyo (hangul: 재효), nascido Ahn Jae Hyo (hangul: 안재효) em Busan, Coreia do Sul em 23 de dezembro de 1990 (34 anos).
- YuKwon (hangul: 유권), nascido Kim Yu Kwon (hangul: 김유권) em Suwon, Gyeonggi, Coreia do Sul em 9 de abril de 1992 (33 anos).
- Kyung (hangul: 박경), nascido em Seul, Coreia do Sul em 8 de julho de 1992 (32 anos)
- Zico (hangul: 지코), nascido Woo Ji Ho (hangul: 우지호) em Seul, Coreia do Sul em 14 de setembro de 1992 (32 anos).

- P.O. (hangul: 피오), nascido Pyo Ji Hoon (hangul: 표지훈) em Seul, Coreia do Sul em 2 de fevereiro de 1993 (32 anos).

### Discografia coreana
Álbuns
- 2012: Blockbuster

EPs
- 2011: New Kids On The Block
- 2012: Welcome To The Block
- 2012: Welcome To The Block (Repackage)
- 2013: Very Good
- 2014: H.E.R
- 2015: Conduct ZERO (BASTARZ)
- 2016: Blooming Period e Welcome 2 BASTARZ (BASTARZ)
- 2017: MONTAGE
- 2018: RE:MONTAGE (Repackage)

Álbuns single
- 2011: Do U Wanna B?
- 2014: Jackpot
- 2016: A Few Years Later

Singles de trilha sonora
- 2012: 빠빠빠빠 (Bba Bba Bba Bba)
- 2012: Burn Out
- 2012: 너의 우산 (Your Umbrella)
- 2014: Secret Door (Secret Door OST)

### Discografia japonesa
Álbuns Single
- 2015: Very Good
- 2015: H.E.R
- 2015: Conduct ZERO (BASTARZ)
- 2016: Jackpot

Álbuns
- 2016: My Zone
- 2017: Block B PROJECT-1

## Programas de TV
- MTV Match Up (com o B1A4) (2011)
- MTV Match Up Special: Block B in Japan (2011)
- MTV Match Up: Block B Returns (2012)
- Mnet Signal B (2013)
- 5 Minutes Before The Chaos (5MBC) (2014)

## Prêmios e indicações
| Ano  | Prêmio/Crítica                           | Categoria                                     | Resultado |
| ---- | ---------------------------------------- | --------------------------------------------- | --------- |
| 2011 | German Korean Entertainment Awards       | Melhor Novo Grupo Masculino                   | Venceu    |
| 2012 | 20th Korean Culture Entertainment Awards | Prêmio Novo Artista                           | Venceu    |
| 2012 | 27º Golden Disk Awards                   | Prêmio Nova Estrela em Ascensão               | —         |
| 2012 | 27º Golden Disk Awards                   | Prêmio de Popularidade                        | —         |
| 2012 | MTV Best of The Best Awards              | Melhor Vídeo Masculino (Nillili Mambo)        | Venceu    |
| 2012 | European KPop Awards                     | Melhor Álbum (Blockbuster)                    | Venceu    |
| 2012 | European KPop Awards                     | Melhor Canção (Nalina)                        | 3º        |
| 2012 | European KPop Awards                     | Melhor Vídeo Musical (Nillili Mambo)          | Venceu    |
| 2012 | European KPop Awards                     | Melhor EP / Mini-álbum (Welcome to The Block) | —         |
| 2012 | European KPop Awards                     | Melhor Grupo de Hip Hop / R'n'B               | Venceu    |
| 2012 | European KPop Awards                     | Melhor Canção de Trilha Sonora (Burn Out)     | Venceu    |
| 2012 | 22º Seoul Music Awards                   | Bonsang Award                                 | —         |
| 2012 | German Korean Entertainment Awards       | Álbum do Ano (Blockbuster)                    | Venceu    |
| 2012 | Soompi France Awards 2012                | Performance de l'année (Nalina)               | Venceu    |

### Programas musicais
Inkigayo
| Ano  | Data          | Canção      |
| ---- | ------------- | ----------- |
| 2013 | 13 de outubro | "Very Good" |

Show Champion
| Ano  | Data         | Canção  |
| ---- | ------------ | ------- |
| 2014 | 20 de agosto | "H.E.R" |

M!Countdown
| Ano  | Data         | Canção  |
| ---- | ------------ | ------- |
| 2014 | 14 de agosto | "H.E.R" |

Music Core
| Ano  | Data         | Canção  |
| ---- | ------------ | ------- |
| 2014 | 23 de agosto | "H.E.R" |

Music Core
| Ano  | Data           | Canção                       |
| ---- | -------------- | ---------------------------- |
| 2015 | 03 de setembro | "Ordinary Love" (Park Kyung) |

Inkigayo
| Ano  | Data           | Canção                  |
| ---- | -------------- | ----------------------- |
| 2015 | 15 de novembro | "Boys and Girls" (Zico) |

Inkigayo
| Ano  | Data        | Canção              |
| ---- | ----------- | ------------------- |
| 2016 | 10 de abril | "A Few Years Later" |

Show Champion
| Ano  | Data        | Canção |
| ---- | ----------- | ------ |
| 2016 | 20 de abril | "Toy"  |

M!Countdown
| Ano  | Data        | Canção |
| ---- | ----------- | ------ |
| 2016 | 21 de abril | "Toy"  |

Inkigayo
| Ano  | Data        | Canção |
| ---- | ----------- | ------ |
| 2016 | 24 de abril | "Toy"  |